# Victor Bivol
Victor Bivol (Costeşti, 15 de julio de 1977) es un deportista moldavo que compitió en judo. Ganó una medalla de bronce en el Campeonato Mundial de Judo de 1997 y una medalla de bronce en el Campeonato Europeo de Judo de 1999.

## Palmarés internacional
| Campeonato Mundial | Campeonato Mundial      | Campeonato Mundial | Campeonato Mundial |
| Año                | Lugar                   | Medalla            | Categoría          |
| ------------------ | ----------------------- | ------------------ | ------------------ |
| 1997               | París (Francia)         | Medalla de bronce  | –65 kg             |
| Campeonato Europeo |                         |                    |                    |
| Año                | Lugar                   | Medalla            | Categoría          |
| 1999               | Bratislava (Eslovaquia) | Medalla de bronce  | –66 kg             |